# Profundulidae
 Profundulidae là một họ cá gồm các loài cá Killi trong bộ cá chép răng Cyprinodontiformes Các loài trong họ cá này là loài bản địa của Bắc Mỹ và Trung Mỹ. Họ cá này gồm hai chi cá nhỏ là Profundulus và Tlaloc với tổng cộng 10 loài cá.

## Phân loại
- Chi Profundulus:
  - Profundulus balsanus C. G. E. Ahl, 1935 (Cá Killi Balsas)[3]
  - Profundulus guatemalensis (Günther, 1866) (Cá Killi Guatemala)
  - Profundulus kreiseri Matamoros, J. F. Schaefer, C. L. Hernández & Chakrabarty, 2012 (Cá Killi Kreiser)[4]
  - Profundulus mixtlanensis Ornelas-García, Martínez-Ramírez & Doadrio, 2015 [5]
  - Profundulus oaxacae (Meek, 1902)
  - Profundulus punctatus (Günther, 1866) (Cá Killi Oaxaca)
- Chi Tlaloc
  - Tlaloc candalarius (C. L. Hubbs, 1924) (Cá Killi Headwater)
  - Tlaloc hildebrandi (R. R. Miller, 1950) (Cá Killi Chiapas)
  - Tlaloc labialis (Günther, 1866) (Cá Killi môi lớn)
  - Tlaloc portillorum (Matamoros & J. F. Schaefer, 2010) (Cá Killi Ulúan)